# 100기가비트 이더넷
40기가비트 이더넷(40 Gigabit Ethernet, 40GbE)과 100기가비트 이더넷(100 Gigabit Ethernet, 100GbE)은 각각 초당 40, 100기가비트(Gbit/초)의 이더넷 프레임을 전송하기 위한 컴퓨터 네트워크 기술의 그룹이다. 이 기술들은 10기가비트 이더넷보다 상당히 더 높은 속도를 제공한다. 이 기술은 IEEE 802.3ba-2010 표준에 처음 정의되었으며 나중에 802.3bg-2011, 802.3bj-2014, 802.3bm-2015, 802.3cd-2018 표준에 적용되었다.
이 표준들은 각기 다른 광/전기 인터페이스의 수많은 포트 유형, 그리고 포트별로 각기 다른 수많은 광섬유 가닥을 정의한다. 트위낵스 케이블을 경유하는 단거리(예: 7미터)를 지원하지만 섬유 표준은 최대 80킬로미터에 도달한다.
다음의 명칭이 물리 계층에 사용된다:
| 물리 계층                      | 40기가비트 이더넷 | 100기가비트 이더넷                      |
| ------------------------------ | ----------------- | --------------------------------------- |
| 백플레인                       | 빈칸              | 100GBASE-KP4                            |
| 개선된 백플레인                | 40GBASE-KR4       | 100GBASE-KR4 100GBASE-KR2               |
| 7 m over twinax copper cable   | 40GBASE-CR4       | 100GBASE-CR10 100GBASE-CR4 100GBASE-CR2 |
| 30 m over "Cat.8" twisted pair | 40GBASE-T         | 빈칸                                    |
| 100 m over OM3 MMF             | 40GBASE-SR4       | 100GBASE-SR10 100GBASE-SR4 100GBASE-SR2 |
| 125 m over OM4 MMF             | 40GBASE-SR4       | 100GBASE-SR10 100GBASE-SR4 100GBASE-SR2 |
| 500 m over SMF, serial         | 빈칸              | 100GBASE-DR                             |
| 2 km over SMF, serial          | 40GBASE-FR        | 100GBASE-FR1                            |
| 10 km over SMF                 | 40GBASE-LR4       | 100GBASE-LR4 100GBASE-LR1               |
| 40 km over SMF                 | 40GBASE-ER4       | 100GBASE-ER4                            |
| 80 km over SMF                 | 빈칸              | 100GBASE-ZR                             |

## 같이 보기
- 인피니밴드
- 광 통신
- 광케이블
- 테라비트 이더넷